# Дели Димо
Димитър, известен като Дели Димо (на гръцки: Δημήτριος, Δεληδήμος, Δελή-Δήμος, Делидимос или Дели Димос), е хайдутин от Негушко.

## Биография
А̀бре ногу здра̀ве и клаіна̀іте

От твоіу̀т побра̀тим;

Твоіу̀т побра̀тим;

Дели-Димо.

А̀бре, шо ти пушчѝ,

Шо ти пушчѝ

Бѐла книга,

Цѫрно писмо.

А̀бре, да си отбѐриш,

Да си отбѐриш

Арна дружѝна,

Ка̀то тѐбе,

А̀бре, ка̀то тѐбе,

Спро̀ти тѐбе,

Дѐсет мѝна

Се іуна̀ци.

А̀бре да си іо̀диш,

Іу град Нѐгуш,

Іу град Нѐгуш

На Кара̀-Таш.

А̀бре, ки си бѝеш,

Ки си бѝеш

С мрѫсни турци

Анадолци.

А̀бре, ти да чу̀ваш,

Тѝ да чу̀ваш

На̀шта вѐра

Ристіа̀нска.
Димитър е роден в 1754 година в негушкото село Скотина. Баща му е бивш арматол. Димо получава прякора Дели, тоест Луд, заради буйния си нрав. Става хайдутин и участва в четите на няколко войводи, включително на известния Кацандонис. Напуска четата на Кацандонис и формира собствена. В 1784 година е нает като войник от архонта на Негуш Томас Хадзихимонас. След пет години се жени в града.
През април 1795 година Дели Димо е един от военачалниците, които успешно отбраняват Негуш при нападението на 4000 албанци на Али паша Янински. Дели Димо активно подпомага архонта на града Томас Хадзихимонас при укрепването на града и сам ръководи бойните действия при река Кутийка (Кутиха). Частите на Дели Димо контраатакуват със саби и албанците се разпръсват. След тази победа Дели Димо отива на помощ на защитниците, отбиващи нападението при църквата „Свети Николай“, начело с Йоргос Дзиоварас. Дели Димо пристига в ключовия момент, когато албанците преодоляват укрепленията. Албанците са отблъснати и разделени на две. Дзиоварас преследва тези, които отстъпват към чешмата Грамени и Скотина. Дели Димо пък тръгва след тези, които бягат на север към Воден. Минавайки по преки планински пътеки, Дели Димо пресича пътя им и им прави засада при село Бела вода. Притиснати между два огъня, албанците претърпяват тежки загуби. Местността се казва Делидимови Митиризи.
След неуспеха Али паша се опитва отново да подкупи лидерите на Негуш, включително и Дели Димо, но не успява. В 1798 година Дели Димо успешно ръководи общата отбрана на града при повторното нападение на силите на Али паша.
Убит е в 1799 година от двама наемни убийци на Али паша, шест месеца след убийството на Томас Хадзихимонас. На негушанина, у когото са отседнали двамата убийци, са отрязани носът и ушите. Дели Димо е погребан тържествено като на погребението в гробището „Света Богородица“ присъстват архонтът Диамандис Драгатас, Анастасиос Каратасос и Ангел Гацо с войниците си.